# Praga 13
Praga 13 – dzielnica Pragi rozciągająca się na zachód od centrum miasta, na zachód od Wełtawy. Składa się z mniejszych dzielnic: Stodůlky, Jinonice, Třebonice, Řeporyje.
Obszar dzielnicy wynosi 13,23 km² i jest zamieszkiwany przez 58 204 mieszkańców (2008).